# 時事9點鐘
《時事9點鐘》（英語：News at 9）是now新聞製作的黃金時段重頭新聞節目，於港股交易日晚上9時正於now新聞台播出（非港股交易日或八號烈風或暴風信號當晚生效則以《now新聞報道》節目代替），帶來當日焦點本地同國際新聞，選取當日最矚目的時事民生議題，作多角度分析，每集均由兩位主播擔任主持（2020年2月3日至9月30日期間及12月1日至2021年3月12日期間因應COVID-19疫情，避免人流接觸，暫時改為一位主播主持），而節目前身為《時事8點鐘》。
2021年11月8日起，《時事9點鐘》取消播映，星期一至五港股交易日21:00-22:00改為播映《Now新聞報道》。
香港其他新聞台在黃金時段的新聞節目包括無綫電視新聞台的《無綫7:30 一小時新聞》及HOY资讯台的《7点直播室》及《國際最前線》和港台電視的《新聞天地》。

## 節目歷史
此節目的前身為只於港股交易日播出的《時事8點鐘》（英語：News at 8），但兩者的性質不盡相同。
為配合Now新聞台於2010年11月15日晚間時段之節目重組，此新聞節目連同其後的新聞報道由當天起進一步簡化；而21:00的新聞報道改為40分鐘，並更名為《時事9點鐘》。
2011年8月7日至2018年7月20日期間，此節目會於播出後三日內在now.com以《晚間新聞》名義提供重溫。
2011年9月12日至2013年6月14日期間，now香港台亦會聯播《時事9點鐘》，以及隨後的《體育快訊》及《杏林在線》。而星期一至五公眾假期則聯播21:00-21:30一節《now新聞報道》。
因應《杏林在線》改變首播時間，2012年11月5日起逢星期一、三、五的節目長度延長至50分鐘，星期二、四仍為40分鐘；2013年1月7日起改為逢星期二、三、五長50分鐘，星期一、四長40分鐘；而於2015年4月13日起改為逢星期二至四長50分鐘，星期一、五長40分鐘。若《體育快訊》暫停播映且並非改為報道大型體育賽事節目，《時事9點鐘》亦會相應延長播出時間。
2021年11月8日起，《時事9點鐘》取消播映，星期一至五港股交易日21:00-22:00改為播映《Now新聞報道》。

## 節目內容及環節
《時事9點鐘》以本地及國際新聞為主，部份新聞更會作出多角度分析，間場廣告約3分鐘；約21:30播放《新聞智庫》，約21:40由主播口述當日新聞重點，之後便播出以政治為主的《政情》以及其他新聞，最後為天氣消息；節目後會播放《杏林在線》（星期一、五）及《體育快訊》。

## 場景
目前《時事9點鐘》於Now新聞台直播室大螢幕。場景用模擬維多利亞港夜景為背景，與19:00起的《now新聞報道》相同。

## 主持
《時事9點鐘》主要由一男一女主播，或兩位女主播主持，而其中一位亦會主持隨後22:00及22:30的《Now新聞報道》。
2020年2月3日至9月30日期間及12月1日至2021年3月12日因應嚴重特殊傳染性肺炎而減少接觸，暫時改為一位主播主持。

## 相關節目
- now早晨
- now新聞報道
- now午間新聞
- 時事8點鐘
- now深宵新聞